# Johan Hilgers

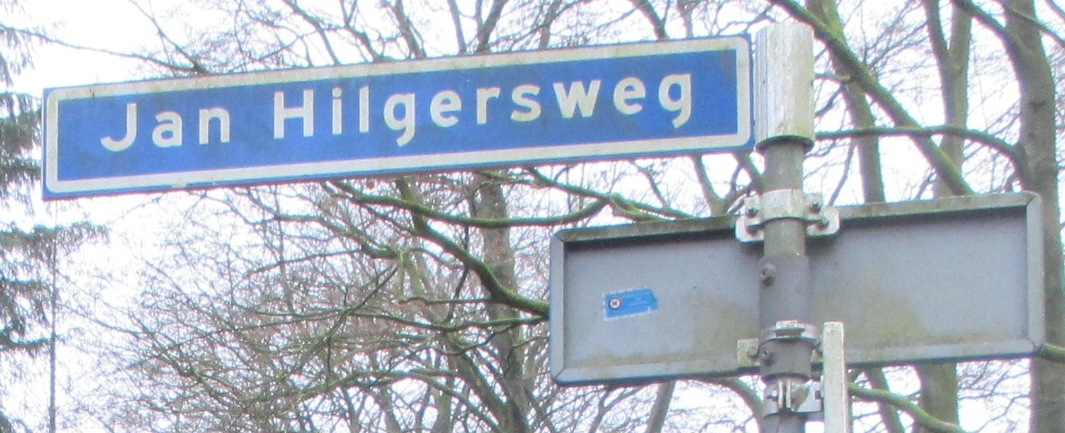
Jan Hilgersweg in de gemeente Ede, op de kruising met de Zonneoordlaan. Enkele honderden meters over deze laan naar het westen staat het Hilgers Monument.

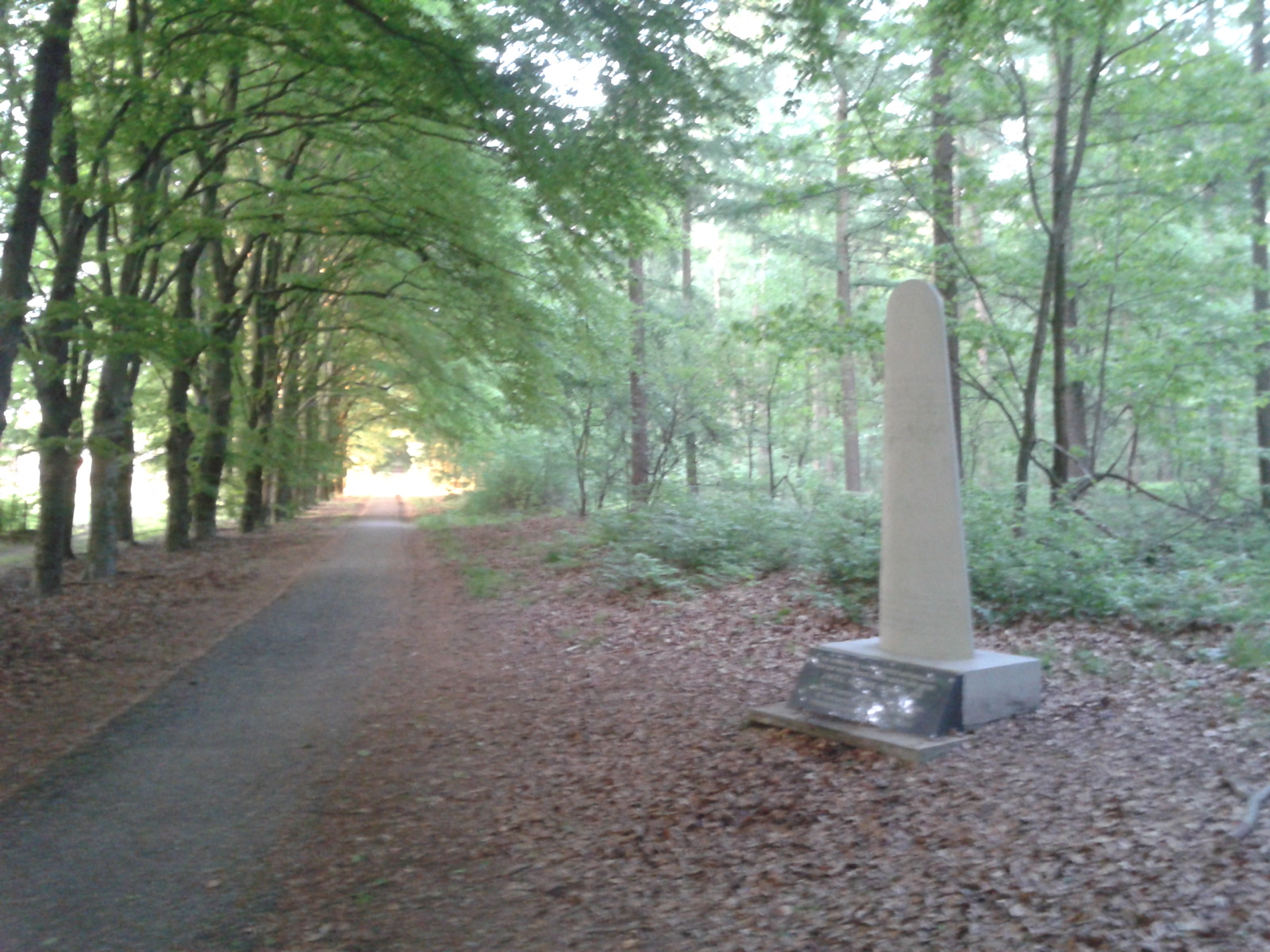
Monument ter nagedachtenis aan Hilgers' memorabele vlucht aan de Zonneoordlaan in Ede

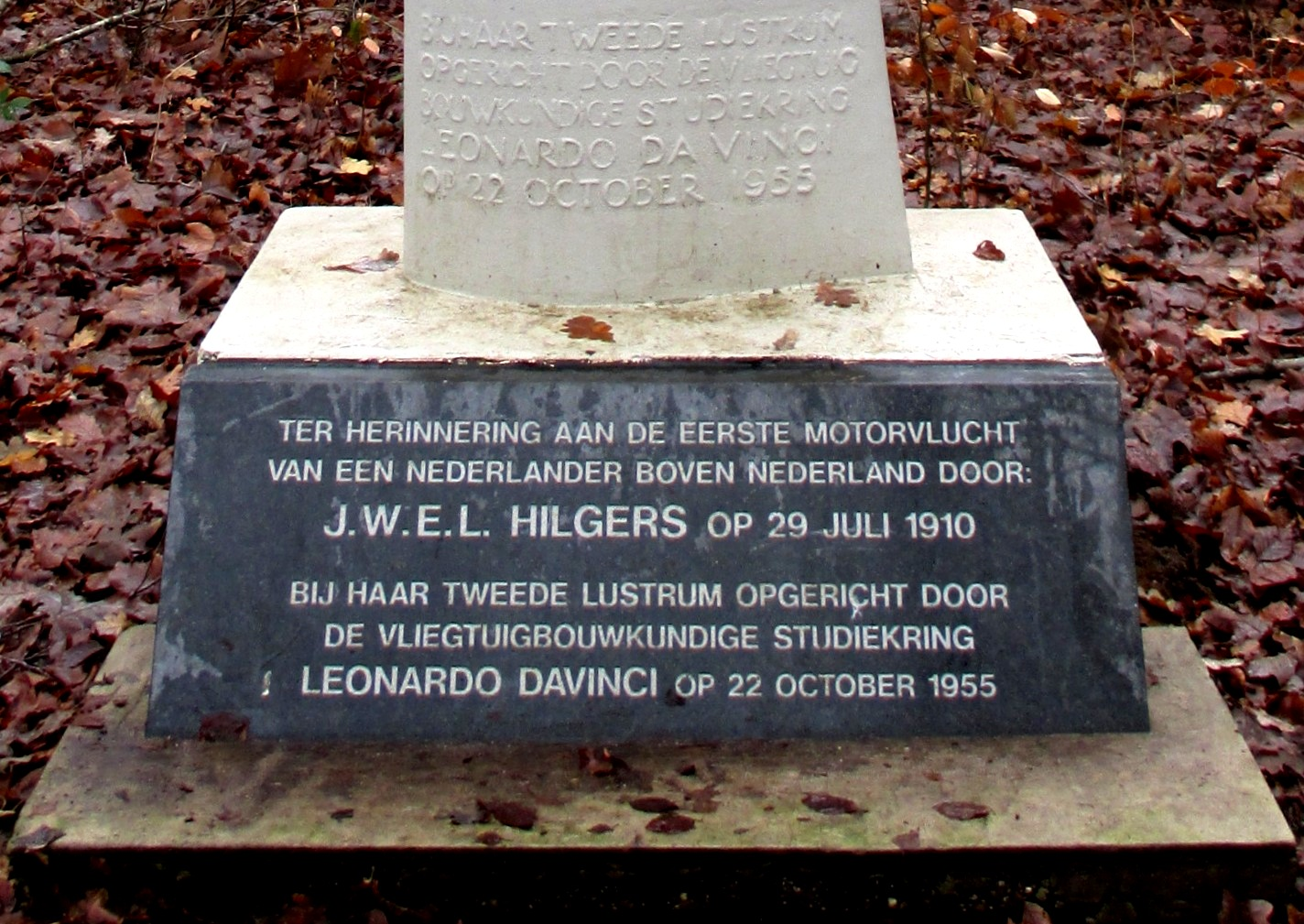

Johan Willem Emile Louis Hilgers, ook bekend als Jan Hilgers (Probolinggo (Nederlands-Indië), 19 december 1886 - gevangenkamp nabij Ngawi (Nederlands-Indië), 21 juli 1945) was een Nederlandse luchtvaartpionier en de eerste Nederlander die boven Nederlands grondgebied vloog.

## Wedloop
Hilgers werkte bij de firma Verwey en Lugard die in 1910 nabij Ede en Soesterberg twee vliegkampen hadden ingericht. Aangezien hij al ervaring had met het vervaardigen van zweefvliegtuigen, werd hij door deze firma naar het Franse Pau gezonden om daar vlieglessen te nemen bij Blériot. Nog voordat hij zijn brevet gehaald had, moest hij terugkeren naar Ede om daar een vliegdemonstratie te geven. In Heerenveen was men namelijk de primeur aan het voorbereiden om de eerste Nederlander boven Nederland te laten vliegen. Die Nederlander moest Clément van Maasdijk worden. Verwey wilde die primeur afsnoepen en kocht een Blériot XI die Hilgers uiteindelijk op 29 juli 1910 op het vliegkamp Ede vloog.
De vlucht stelde niet veel voor. Hij had daarvoor nog maar drie keer gevlogen en kon nog geen bochten maken. Hij vloog daarom in een rechte lijn, landde, draaide zijn toestel om en vloog weer verder in een rechte lijn.

## Verdere carrière
Hilgers bleef enige tijd in dienst bij Verwey en Lugard en hun Maatschappij voor Luchtvaart. Hier maakte hij een aangepaste versie van de Blériot XI, die aanbevolen werd als het type "Verwey & Lugard", en had de verantwoording over de fabriek. In 1911 haalde hij alsnog zijn brevet bij zijn eigen vliegschool.
In 1912 vertrok hij naar Duitsland om daar te gaan werken bij Fokker. Hij demonstreerde de Fokker Spin in Rusland en vertrok met twee Fokkers naar Nederlands-Indië om daar het product te promoten, maar dat bleek geen succes te zijn. Hij was de eerste vliegenier die in Nederlands-Indië  een crash maakte, die hij overleefde. Hij bleef in Nederlands-Indië hangen en op 27 september 1913 trouwde hij met Anna Sophia Blijenburg in Bangil. Uit dit huwelijk kwamen zes kinderen voort.
Op 30 mei 1914 werd de "Proefvliegtuigenafdeeling van het Nederlandsch-Indisch leger" opgericht (voorloper van de uiteindelijke ML-KNIL), en werd Hilgers aangetrokken als instructeur-werktuigkundige. Hij bleef hiervoor werken totdat Nederlands-Indië in 1942 door de Japanners werd binnengevallen. In juli 1945 overleed Johan Hilgers op 58-jarige leeftijd in een jappenkamp nabij Ngawi.

## Herinnering
Nabij het voormalige vliegkamp Ede is een monument opgericht ter nagedachtenis aan Hilgers' memorabele vlucht. Niet ver daarvandaan ligt ook de Jan Hilgersweg. In Soesterberg is sinds 2019 de Hilgerslaan naar Jan Hilgers vernoemd.